# Dellwood (Minnesota)
Dellwood è una città degli Stati Uniti d'America, situata in Minnesota, nella contea di Washington.